# Dolná Krupá
Dolná Krupá é um município da Eslováquia, situado no distrito de Trnava, na região de Trnava. Tem 24,63 km² de área e sua população em 2019 foi estimada em 2383 habitantes.

## Demografia
| Ano:        | 1994 | 2004   | 2014   | 2024   |
| ----------- | ---- | ------ | ------ | ------ |
| Broj ljudi: | 2205 | 2229   | 2284   | 2454   |
| Razlika:    |      | +1,08% | +2,46% | +7,44% |

| Ano:               | 2023 | 2024 |
| ------------------ | ---- | ---- |
| Número de pessoas: | 2454 | 2454 |
| Diferença:         |      | +0%  |